# Потлачена класа
Потлачена класа је израз који се користи за оне појединце, односно друштвене групе, слојеве и класе појединог друштва који су институционално или ванинституционално искључени од свих или већине права, привилегија и/ли елемената материјалног благостања које постоје у том друштву. За тај слој друштва се понекад сликовито користи дно друштва, а понекад се, под утицајем западне терминологије, користи и израз поткласа (енгл. underclass) како би се истакло његово отуђење не само од „нормалног” друштва, него и од његових класних подјела.
Иако потлачена класа у најширем смислу припада нижој класи, та два појма нису синоними, а дефиниција потлачене класе се разликује с обзиром на историјска раздобља или различите државе и културе. Тако су у робовласничким античким друштвима потлачену класу чинили робови, у феудалним друштвима кметови, док су у кастинским друштвима то припадници каста „недодирљивих” који се једини сматрају достојнима радити „нечисте” послове. У 19. вијеку је Карл Маркс за припаднике најнижих друштвених слојева користио израз лумпенпролетаријат како би га разликовао од „здравог” пролетаријата.
У савременим западним друштвима се у категорије потлачене или поткласе често мијештају појединци и друштвене групе које су „невидљиве” и непожељне за све остале друштвене слојеве, у што спадају илегални имигранти, бескућници, просјаци, проститутке, алкохоличари, наркомани, ситни криминалци и сл.